# Keris Majapahit
Der Keris Majapahit ist ein Dolch von Java.

## Beschreibung
Der Keris Majapahit hat eine dem Kris typische, gerade Klinge. Sie ist zusammen mit dem Heft aus einem Stück gearbeitet. Dieser Typ des Kris wurde in den Familien der Besitzer über Generationen von Vater zu Sohn als "Pusakas" (indon. Familienerbstücke) weitervererbt. Im Glauben der Javaner sind diese Krise starke Amulette, die die Pflanzen auf den Feldern vor Schaden und Ungeziefer schützen. Der Name Keris Majapahit stammt aus der Zeit des mächtigen Indo-javanesischen Reichs Majapahit, welches zwischen dem 14. und  15. Jahrhundert im indonesischen Archipel existierte. Der Keris-Majapahit ist jedoch wesentlich älter. Man vermutet, dass die ersten Exemplare etwa vor 1000 bis 1600 Jahren hergestellt wurden, in der ersten Eisenzeit Javas. Sie wurden seitdem  bis zum heutigen Tag hergestellt. Später hergestellte Exemplare ähneln sehr den normalen Typen des Kris. Die Klinge ist grob gearbeitet und die Verbreiterung an dem Heft ist nicht so deutlich ausgearbeitet wie bei den normalen Kris-Typen. Die Keris Majapahit haben keine ausgeschmiedete "Ganja". Sie ist jedoch oft durch Gravuren angedeutet. Die meisten Klingen sind gerade, aber auch wellige Klingen (indon. Luk, oder deutsch geflammt) sind gebräuchlich. Auf fast allen bekannten Exemplaren sind Spuren von aufgelöteten Bändern aus Eisen zu finden. Als Klingenmaterial dient üblicherweise einfacher Pamor-Stahl (ähnlich Damaszener Stahl). Die Hefte sind meist in der Form einer mehr oder weniger stark stilisierten, menschlichen Figur geformt. Diese Figuren sind entweder in stehender oder hockender Position dargestellt. Sie haben meist vor der Brust gefaltete Arme und eine Art Kappe auf dem Kopf. Einfache Exemplare sind glatt gearbeitet. Die Gesichter der Figuren blicken üblicherweise zur flachen Seite der Klinge, in wenigen Fällen blicken sie auch zur Schneidenseite hin, auf die Seite der Verbreiterung, die am kürzesten ist. Es ist nicht sicher, ob der Keris Majapahit jemals als Stichwaffe genutzt wurde, da es keine Scheiden gibt. Falls ein Exemplar eine Scheide besitzt, ist sie jüngeren Datums und meist einfach, ohne Verzierungen gearbeitet.